# Тойбаев, Алихан Абдыханович
Алихан Абдыханович Тойбаев (род. 1 февраля 1949, Талгарский район, Алма-Атинская область) — казахстанский политический и государственный деятель.

## Биография
Родился 1 февраля 1949 года в селе Фрунзе Талгарского района Алматинской области. Происходит из рода жаныс племени дулат
В 1976 году Окончил Казахский сельскохозяйственный институт по специальности «ученый-агроном».
В 1987 году Окончил Алматинская высшая партийная школа.

## Трудовая деятельность
С 1967 по 1985 годы — Колхозник, агроном, бригадир, секретарь парткома совхоза.
С 1985 по 1986 годы — Заведующий отделом Талгарского райкома, заместитель заведующего отделом Алма-Атинского обкома партии.
С 1986 по 1989 годы — Второй секретарь Талгарского райкома партии.
С 1989 по 1990 годы — Председатель Талгарского райисполкома.
С 1990 по 1992 годы — Первый секретарь Талгарского райкома партии, председатель райсовета.
С 1992 по 1995 годы — Глава администрации гор. Талгара и Талгарского района.
С 1995 по 1999 годы — Аким Карасайского района Алматинской области.
С 1999 по 2002 годы — Первый заместитель акима Алматинской области.
С 2002 по 2007 годы — Заместитель акима Алматинской области.
С 2008 по 2012 годы — Аким Енбекшиказахского района Алматинской области.

## Выборные должности, депутатство
С 18 января 2012 года по 20 января 2016 года — Депутат Мажилиса Парламента Республики Казахстан V созыва, Член Комитета по аграрным вопросам Мажилиса Парламента Республики Казахстан.

## Награды
- 1998 — Медаль «Астана»
- 1999 — Орден Курмет
- 2005 — Орден Парасат[3]
- 2011 — Орден «Барыс» 3 степени[4]
- Государственные юбилейные медали
- 2001 — Медаль «10 лет независимости Республики Казахстан»
- 2004 — Медаль «50 лет Целине»
- 2005 — Медаль «10 лет Конституции Республики Казахстан»
- 2008 — Медаль «10 лет Астане»
- 2011 — Медаль «20 лет независимости Республики Казахстан»
- 2015 — Медаль «20 лет Конституции Республики Казахстан»